# Tate
Tate é o museu nacional de arte moderna do Reino Unido sediado em Londres. Compreende quatro galerias: Tate Britain (aberta em 1897), Tate Liverpool (1988), Tate St Ives (1993) e Tate Modern (2000), com a ainda a galeria online, Tate Online (1998). Foi fundada originalmente com o nome de National Gallery of British Art e renomeada após Henry Tate fundar um edifício especialmente para ela em Millbank, Londres.
Henry Tate que fez fortuna com açúcar, fundou a Tate Britain em 1897, a fim de expor quadros e esculturas de artistas britânicos contemporâneos que a National Gallery não aceitava.
Mais tarde a Tate Gallery começou a expor obras antigas até que foi decidido separar obras contemporâneas das antigas. Assim a Tate Gallery foi dividida e a construída em Millbank foi rebatizada como Tate Britain.
- Tate Britain: exibe arte britânica
- Tate Modern: exibe arte moderna
- Tate St Ives: exibe arte moderna de artistas britânicos St Ives School
- Tate Liverpool: única fora de Londres, exibe obras das outras tates

## Obras

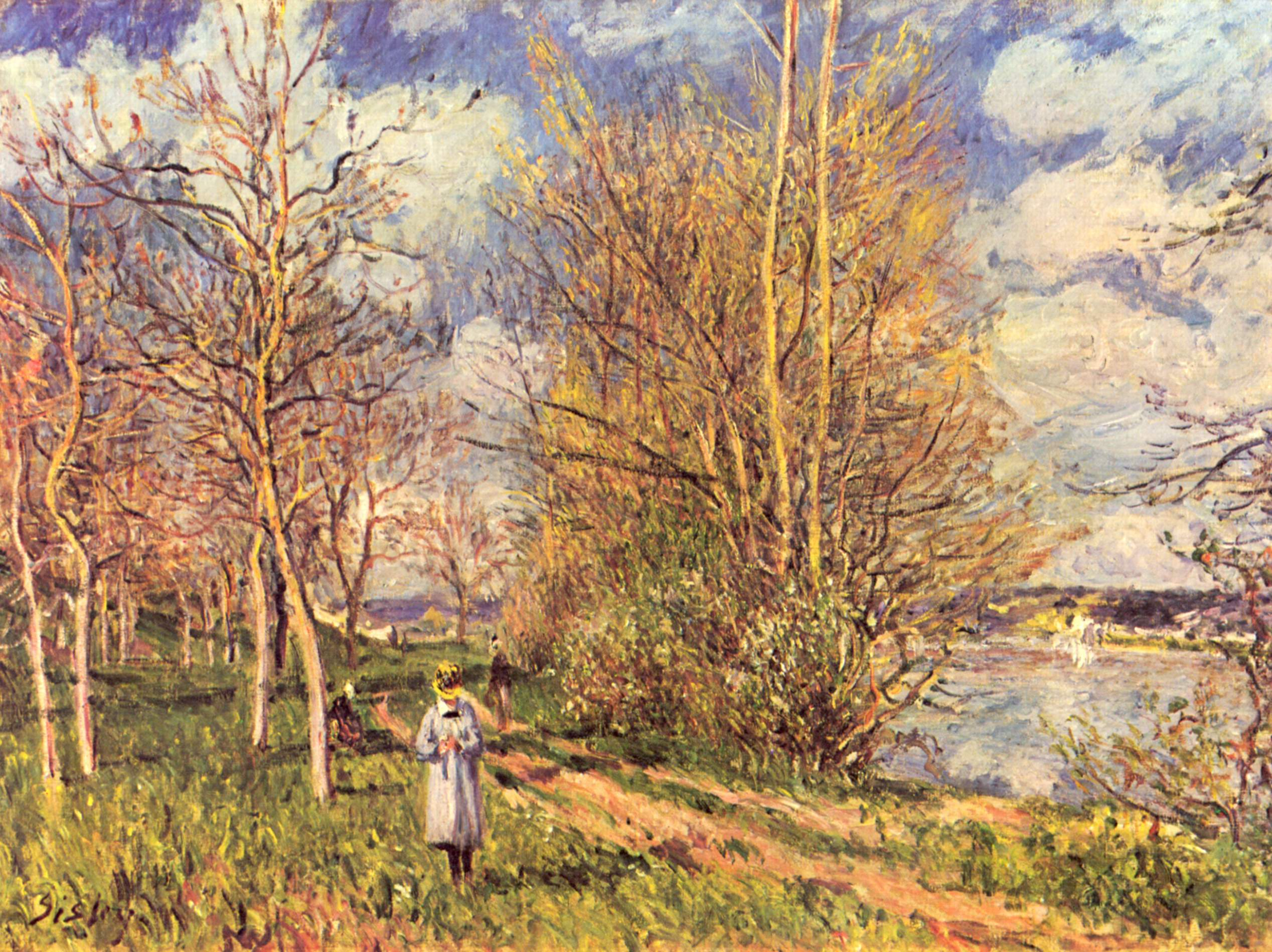
Sisley
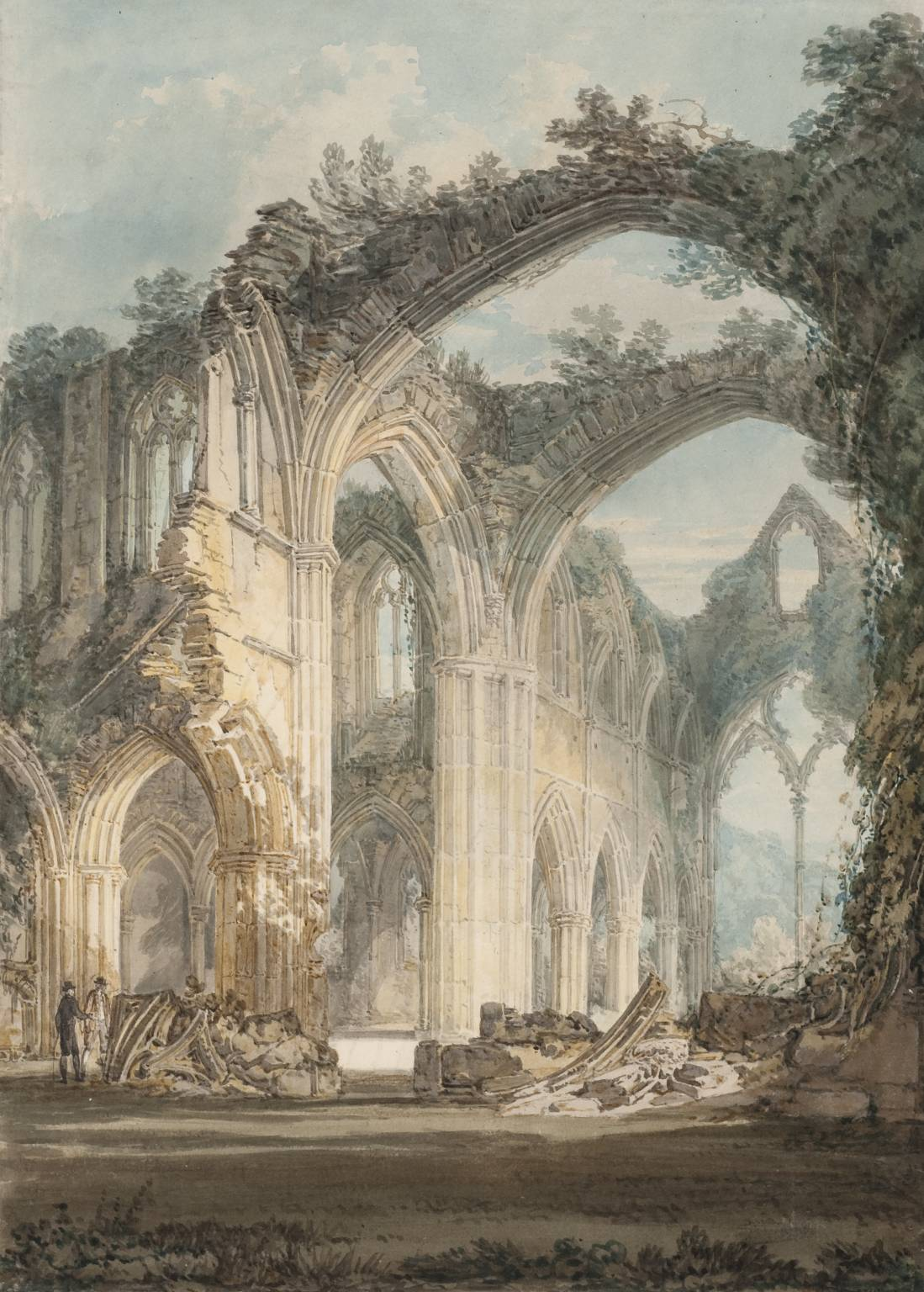
Turner
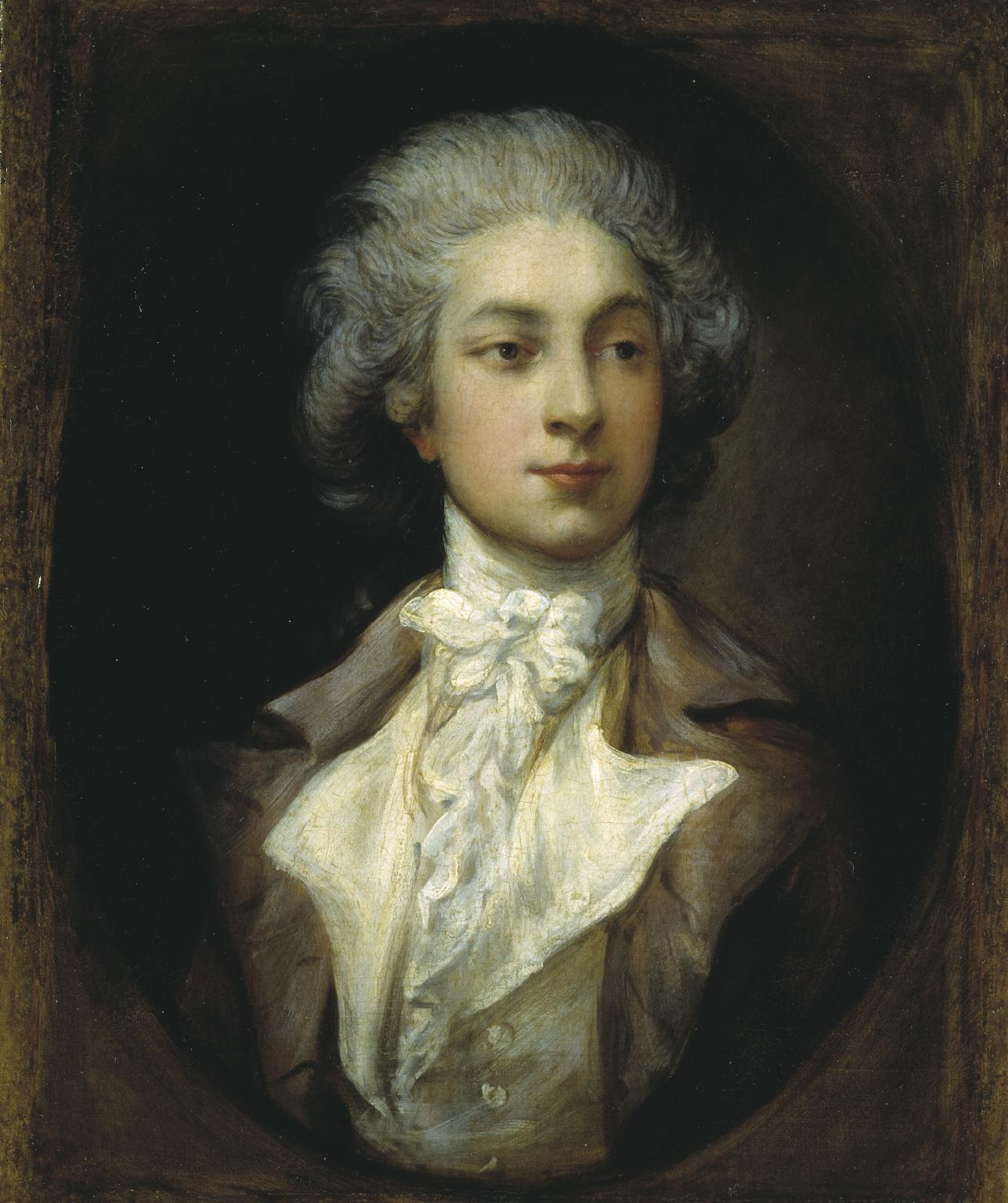
Gainsborough
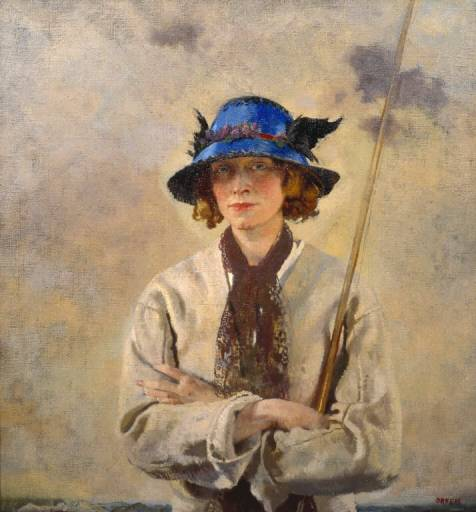
Orpen
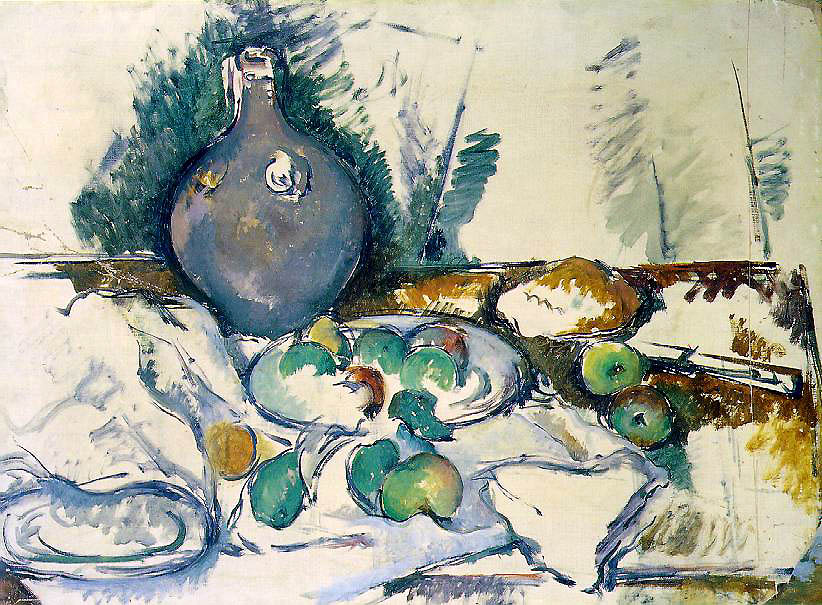
Cézanne
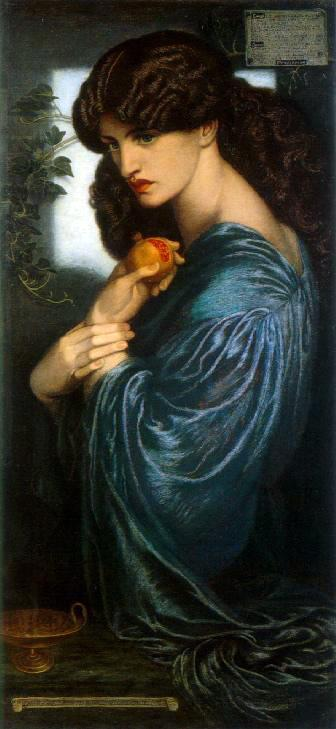
Rossetti